# Lingapura, Tumkur
Lingapura là một làng thuộc tehsil Tumkur, huyện Tumkur, bang Karnataka, Ấn Độ.